# Малахова, Елизавета Хикметовна
Елизаве́та Хикме́товна Малахова (дев. Соловьёва; род. 13 марта 1993, Львов) — украинская шахматистка, гроссмейстер среди женщин (2010). Победитель чемпионата Украины по шахматам среди женщин 2016 года.
- Вице-чемпионка Украины среди девушек до 10 лет (2003)
- Чемпионка Украины среди девушек до 12 лет (2005)
- Вице-чемпионка Украины среди девушек до 14 лет (2006)
- Чемпионка Украины среди девушек до 14 лет (2007)
- Вице-чемпионка Европы среди девушек до 14 лет(Хорватия, 2007)
- Вице-чемпионка Украины среди девушек до 18 лет (2008)
- Бронзовый призёр турнира студентов-гроссмейстеров «Moscow open» (2014)
- Полуфинал чемпионата Украины среди женщин (Днепропетровск) — 2 место;

| Графики недоступны из-за технических проблем. См. информацию на Фабрикаторе и на mediawiki.org. |